# بیماری‌های باکتریایی دام
بیماری‌های باکتریایی دام کتابی از عبدالمحمد حسنی طباطبایی و رؤیا فیروزی است که در سال ۱۳۸۰ منتشر و در مراسم کتاب سال جمهوری اسلامی ایران به‌عنوان کتاب برگزیده معرفی شد.